# V2000
 (juin 2008).
Si vous disposez d'ouvrages ou d'articles de référence ou si vous connaissez des sites web de qualité traitant du thème abordé ici, merci de compléter l'article en donnant les références utiles à sa vérifiabilité et en les liant à la section « Notes et références ».
Video 2000 (ou encore V2000, Video Compact Cassette, ou VCC) est un format d'enregistrement vidéo sur cassettes à bande magnétique. Produit de Philips et Grundig et destiné aux enregistrements de télévision domestiques, il s'agissait d'un concurrent des formats VHS et Betamax. Il a existé de 1979 à 1988, exclusivement en Europe.
À sa sortie, le V2000 apporte de nombreuses innovations, notamment la possibilité d'enregistrer sur les deux faces de la cassette, et le Dynamic Track Following (DTF), une technologie inédite sur tous les autres formats vidéo. Malgré ces innovations, le V2000 est un échec commercial : dès 1985, le marché européen de l'enregistrement et de la lecture vidéo domestique est très majoritairement conquis par les appareils au format VHS.

## Dynamic track following(DTF)
Cette technologie se démarque, à l'époque, des autres standards de magnétoscopes. Ces derniers utilisent une seule fréquence « pilote », enregistrée longitudinalement par la tête audio, sur une piste dédiée de la bande. Le DTF, quant à lui, a pour principale caractéristique d'enregistrer 5 fréquences pilotes par l'intermédiaire des deux têtes vidéos rotatives, chaque trame recevant une fréquence d'enregistrement qui permet lors de la lecture de contrôler le circuit DTF, et offrant ainsi un suivi de piste très rigoureux en plaçant systématiquement chaque tête vidéo en face de la piste devant être lue. Les têtes vidéo sont montées sur des supports souples piézo-céramiques, permettant ainsi leur mouvement, et apportant notamment en recherche rapide (5 à 9 fois plus rapide qu'à lecture normale pour certains modèles) une image exempte de toute déchirure ou bruit, contrairement au VHS et au Betamax.
Pour être précis, dans le cas des formats Betamax et VHS, c'est un signal d'asservissement entre la rotation du tambour de tête et le défilement de la bande qui a été adopté. Ce signal d'asservissement peut présenter quelques commodités (index placé en début d'enregistrement par modification du rapport cyclique, on compte les impulsions de ce signal pour compter les secondes, les minutes et les heures). Quant au Video 2000, c'est 4+1 (donc 5) fréquences pilotes dédiées au suivi de piste et à la gestion des actuateurs de tête.
Pour rappel, depuis l'apparition du Betamax, les têtes vidéo ont un azimut de + et – x degrés (dans le cas du V2000, +15° pour une tête et -15° pour l'autre) ce qui permet d'avoir les pistes des têtes collées les unes aux autres (en fait, les pistes sont même moins larges que les entrefers qui les ont tracées du fait d'un léger chevauchement lors de l'enregistrement) ces degrés différents entre les têtes atténuent les hautes fréquences. Celles des fréquences pilotes sont moins atténuées. Ces fréquences pilotes sont F1 : 102,2 kHz ; F2 : 116,8 kHz ; 163,5 kHz ; 148,6 kHz. Cependant, ce ne sont pas les niveaux des fréquences lues par diaphonie qui sont comparés mais les niveaux des deux fréquences obtenus par battement des fréquences. De ces comparaisons, l'actuateur s'ajuste en cours de lecture et, en conséquence, la vitesse de défilement de la bande.
La cinquième fréquence (222 kHz) n'intervient que pendant l'enregistrement afin d'ajuster la hauteur d'une des têtes (et donc le chevauchement des pistes). Elle est envoyée pendant 1,5 ligne après le même nombre de lignes depuis le début de la trame, puis l'appareil passe en lecture (pendant l'enregistrement) pendant 1,5 ligne pour mesurer le niveau de la 5e fréquence pilote lue depuis la piste précédente afin d'ajuster la hauteur d'une des têtes.
Ce procédé, s'il a en partie été repris dans les systèmes Video 8 et Hi-8, a ses avantages et inconvénients. Si la compatibilité d'une machine à l'autre est mieux garantie que les formats Betamax et VHS, les raccords d'enregistrement ne le sont pas et le passage en lecture de l'un à l'autre est scabreux. En effet, le microcontrôleur chargé de la gestion des actuateurs ne mémorise pas les niveaux de corrections et il n'était pas prévu (tout du moins sur des modèles tels que le VR2022) de séquence de raccordement d'enregistrement.
Le procédé du suivi dynamique de piste fut quelques années plus tard utilisé pour le système Betacam numérique. Même le meilleur des lecteurs DVD est absolument incapable de rivaliser sur ce plan avec le V2000. En effet, sur un lecteur DVD, l'image saccade à partir d'une recherche sur image 4 fois plus rapide que la vitesse normale, du fait du manque de données mises en mémoire tampon.